# Otto Hitzfeld
Otto Hitzfeld (7 de maio de 1898 - 6 de dezembro de 1990) foi um oficial alemão que serviu no Deutsches Heer durante a Segunda Guerra Mundial. Foi condecorado com a Cruz de Cavaleiro da Cruz de Ferro com Folhas de Carvalho e Espadas.

## Condecorações
| Cruz de Ferro (1914) 2ª Classe                                                                                | 5 de novembro de 1915 |
| Cruz de Ferro (1914) 1ª Classe                                                                                | 5 de setembro de 1916 |
| Ritterkreuz II. Klasse des Grossherzoglich-Badischen Ordens vom Zähringer Löwen mit Eichenlaub und Schwertern |                       |
| Distintivo da infantaria de assalto em Prata                                                                  |                       |
| Distintivo de Feridos em Ouro                                                                                 |                       |
| Cruz de Ferro (1939) 2ª Classe                                                                                | 25 de agosto de 1940  |
| Cruz de Ferro (1939) 1ª Classe                                                                                | 15 de agosto de 1941  |
| Ordem da Coroa da Romênia com Espadas                                                                         | 22 de junho de 1942   |
| Ordem de Michael o Bravo 3ª Classe                                                                            | 6 de outubro de 1942  |
| Cruz de Cavaleiro da Cruz de Ferro                                                                            | 30 de outubro de 1941 |
| Cruz de Cavaleiro da Cruz de Ferro com Folhas de Carvalho nº 65                                               | 17 de janeiro de 1942 |
| Cruz de Cavaleiro da Cruz de Ferro com Folhas de Carvalho e Espadas nº 158                                    | 9 de maio de 1945     |
| Mencionado na Wehrmachtbericht                                                                                |                       |